# Hjalmar Johansson (vävmästare)
För andra personer med namnet Hjalmar Johansson, se Hjalmar Johansson
Axel Hjalmar Johansson, född 9 juni 1884 i Klässbol, Stavnäs församling, Värmlands län, död där 9 februari 1928, var en svensk vävmästare.
Han lade grunden till det som senare skulle bli Klässbols Linneväveri.

## Yrkesbana
Hjalmar Johansson växte upp i en stor familj och började 1893 som springpojke vid Klässbols yllefabrik. Han fick senare anställning vid Stafnäs Ullspinneri & Väfveri AB. Det var där som hans intresse för vävning väcktes. 1905 fick han anställning på Arvika Ullspinneri och Väfveri AB som vävlagare, som han hade avancerat till. Han blev då väveriets allt-i-allo, som drog på varp och var en hjälpreda för vävare, reparerade och underhöll vävstolarna. 
Hjalmar Johansson gifte sig 1908 med Augusta Johansson, född 1882 i Värmskog. Senare anställdes han som vävlagare i Tidstrands yllefabrik och familjen flyttade till Sågmyra i Dalarna. Samma år föddes familjens första barn, dottern Viola. I Sågmyra i Bjursås socken föddes sonen Vitalis 1910 och dottern Vivi 1913. Vid Tidstrands yllefabrik tillverkades filtar, plädar, tyger, garner med mera. 
Efter dessa anställningar flyttade han till Borås för att där utbilda sig i vävning vid Borås Tekniska vävskola. 1912 hade vävskolan och tekniska elementarskolan omvandlats till en fullständig fackskola för textilindustrin. Vävskolan i Borås var inriktad på industrins behov och undervisningen gällde såväl handvävning som maskinvävning och gav ingående kunskaper om maskinvävstolar. Vävskolan i Borås var en aftonskola och Johansson kunde dagtid skaffa sig yrkeserfarenheter och inkomster vid AB Borås Jacquardväfveri (B.J.V.). Där tillverkades möbeltyger, draperityger och frottévävnader. Senare fick han yrkeserfarenhet på Wästergötlands Yllefabrik AB i Tidan.
På grund av generationsskifte behövde Stafnäs Ullspinneri & Väveri AB i Klässbol hjälp och 1918, då Johansson var 34 år gammal, fick han en förfrågan om att återvända till Klässbol. Då flyttade han med sin familj tillbaka till hembygden och  började som vävmästare på ullspinneriet. Hemma i köket började Johansson att väva linnelakan och handdukar på en handvävstol; han vävde till vänner och bekanta. Linet kom från bönderna i trakten.

## Egen produktion

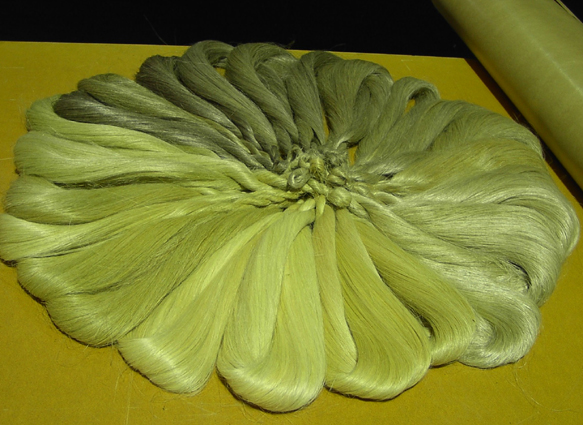
Traktens husmödrar försåg Hjalmar Johansson med lingarn. Som tråd är lingarn i ofärgat skick alltid brukaktig, men bleknar med tidens gång och då man tvättar det till ljust beige. Bara vid första tvätten krymper linet. Bilden visar lingarner i olika blekningsgrad.

År 1920 ställde Johansson upp en första vävstol i köket i Nystuga i Stavnäs socken i Värmland. Hans kundkrets växte med tiden och sin första mekaniska vävstol, en enkel trävävstol, köpte han 1921. Traktens husmödrar försåg honom med lingarn och han började då att väva några traditionella drällmönster med lingarn. Efter arbetsdagen på Stavnäs Yllefabrik vävde han lakan och enklare dukmönster. Vävtekniken med drällmönster är vanlig i stora dukar och tekniken ger ett karakteristiskt rutmönster. Han vävde mönstrade dukar, men även lakan, örngott och handdukar. Han påbörjade sju olika mönster för sin vävning.

År 1924 köpte Johansson ett soldattorp, 400 meter från bostaden i Nystuga, och dit flyttade han sin verksamhet. Johansson investerade i ytterligare två vävstolar. Han köpte snart en större vävstol i järn, som stod i vardagsrummet och en jacquardvävstol, som var så hög att ett hål måste sågas i taket till sovrummet för att den skulle få plats. Vävstolen var i bruk både dag och natt. Därefter investerade han i ytterligare två vävstolar och han använde sju olika mönster för sin vävning, bland annat de välkända Schackrutan, Stavnäsrutan, Citron, Vinrankan och Fiskmåsen.
Mönstret Schackkrutan tillhör de mönster man i gamla tider kunde väva i en enkel handvävstol.
Stavnäsrutan fick sitt namn av hemsocknen.
Citron är ett av Klässbols Linneväveris allra första mönster. Fortfarande har det fabrikationsnummer 1 och  vävs i ett flertal olika färger.
Vinrankan förekom redan i en lärobok i hemvävning från mitten av 1800-talet.
Fiskmåsen är designat av Hjalmar Johansson.

## Arvet efter Hjalmar Johansson
År 1928 avled Hjalmar Johansson hastigt 44 år gammal. Änkan och sonen Vitalis beslutade att fortsätta vävandet. Sonen Vitalis, som då var 17 år, tog över ansvaret för vävningen och dottern Viola tog hand om räkenskaperna. Änkan Augusta Johansson tog hand om försäljningen och de övriga barnen fick hjälpa till när de blev äldre. Genom en livförsäkring, värd 4000 kronor, kunde familjen fortsätta den verksamhet som Hjalmar Johansson byggt upp och den kom med tiden att bli grunden till ett välkänt företag. Sonen Vitalis Johansson fortsatte att väva de närmaste årtiondena med avbrott för beredskapstiden, då den svenska krigsmakten gjorde anspråk på allt lin. 
Vitalis Johansson vävde i de mönster han ärvde efter fadern, det vill säga Schackrutan, Stafnäsrutan, Citron, Vinrankan, Fiskmåsen och några mönster till. Produkterna som vävs är bordsdukar, servetter, löpare, handdukar, möbeltyger, gardiner och annat.
1975 överläts väveriet till Vitalis Johanssons söner Sven-Olof, Torbjörn och Dick Johansson. De tre sönerna, som blev ägare i tredje generationen, övertog företaget och har senare fått uppdrag från både ambassader och kungahus och därmed gjort Klässbols Linneväveri internationellt känt. Senare finns bland ägarna även brodern Urban Johansson. Sven-Olofs son Stefan Johansson och Torbjörns dotter Cenita Johansson Åsen tillkom i ägarskaran i den fjärde generationen. Andreas Johansson, som också tillhör fjärde generationen, har övertagit ansvaret som VD.